# Франсис Едуард Питърс
Проф. Франсис Едуард Питърс (на английски: Francis Edward Peters) е американски историк, специалист по ислямска история и религия, сравнително религиознание, ранно християнство. Преподава в катедрата за близкоизточни и ислямски изследвания на Нюйоркския университет.

## Биография
Роден е на 23 юни 1927 г. в град Ню Йорк. Завършва Сейтлуиския университет със специалност класически езици и философия (1950). През 1961 г. защитава докторска дисертация в Принстънския университет. Същата година постъпва на работа като преподавател в Нюйоркския университет. Работи в областта на сравнителните изследвания между юдаизъм, християнство и ислям.

## Трудове
- Greek Philosophical Terms: A Historical Lexicon, New York University Press (1967)
- Aristotle and the Arabs: The Aristotelian Tradition in Islam, New York University Press (1968)
- Aristoteles Arabus. The Oriental Translations and Commentaries of the Aristotelian Corpus, E. J. Brill, Leiden (1968)
- Harvest of Hellenism: A History of the Near East from Alexander the Great to the Triumph of Christianity, Simon and Schuster, New York, ISBN 0-671-20658-3 (1971)
- Allah's Commonwealth: A History of Islam in the Near East, 600 – 1100 A.D., Simon and Schuster, New York, ISBN 0-671-21564-7 (1973)
- Jerusalem: Holy City/Holy Places, New York University, Hagop Kevorkian Center for Near Eastern Studies, New York (1983)
- Jerusalem: The Holy City in the Eyes of Chroniclers, Visitors, Pilgrims, and Prophets from the Days of Abraham to the Beginnings of Modern Times, Princeton University Press, ISBN 0-691-07300-7 (1985)
  - Йерусалим: Свещеният град през погледа на летописци, посетители, поклонници и пророци от дните на Авраам до началото на съвременната епоха, С., Изд. „Рива“. 2004, 704 с. ISBN 954-320-015-7
- Distant Shrine: The Islamic Centuries in Jerusalem, AMS Press, New York, ISBN 0-404-61629-1 (1993)
- Hajj: The Muslim Pilgrimage to Mecca and the Holy Places, Princeton University Press, ISBN 0-691-02120-1 (1994)
- Jerusalem and Mecca: The Typology of the Holy City in the Near East, New York University Press, ISBN 0-8147-6598-X (1986)
- Judaism, Christianity, and Islam: The Classical Texts and Their Interpretation, Princeton University Press
  - Volume I: From Covenant to Community, ISBN 0-691-02044-2 (1990)
  - Volume II: The Word and the Law and the People of God, ISBN 0-691-02054-X (1990)
  - Volume III: The Works of the Spirit, ISBN 0-691-02055-8 (1990)
- „The Quest of the Historical Muhammad“ – Виж: International Journal of Middle East Studies, Vol. 23, No. 3. (August 1991), pp. 291 – 315
- Muhammad and the Origins of Islam, State University of New York Press, ISBN 0-7914-1875-8 (1994)
- Mecca: A Literary History of the Muslim Holy Land, Princeton University Press, ISBN 0-691-03267-X (1994)
  - Мека: Литературна история на светите земи на исляма, С., Изд. „Рива“. 2005, 520 с. ISBN 954-320-038-6
- The Monotheists: Jews, Christians, and Muslims in Conflict and Competition, Princeton University Press
  - Volume I: The Peoples of God, ISBN 0-691-11460-9 (1994)
  - Volume II: The Words and Will of God, ISBN 0-691-11461-7 (1994)
- Judaism, Christianity and Islam: the Monotheists, Recorded Books, Prince Frederick, MD, ISBN 1-4025-3900-2 (2003)
- Islam, A Guide for Jews and Christians, (2003)
- Jerusalem: The Contested City, Recorded Books, Prince Frederick, MD, ISBN 1-4025-3909-6 (2003)
- Children of Abraham: Judaism, Christianity, Islam, с предговор на Джон Еспозито, Princeton University Press, ISBN 0-691-07267-1 (2004)
- The Voice, the Word, The Books. The Sacred Scriptures of the Jews, Christians and Muslims, Princeton University Press, ISBN 0-691-13112-0 (2007)
- Jesus and Muhammad. Parallel Tracks, Parallel Lives, New York, Oxford University Press. ISBN 978-0-19-974746-7 (2010)